# Cloraluminita
La cloraluminita és un mineral de la classe dels halurs. Rep el seu nom de la seva composició química, contenint clor i alumini.

## Característiques
La cloraluminita és un halur de fórmula química AlCl₃(H₂O)₆. Cristal·litza en el sistema trigonal. Es troba en forma de cristalls romboedrals, mostrant {0001}, {1120}, i {1011}. També es troba en forma de crostes, estalactites i en masses compactes. Segons la classificació de Nickel-Strunz, la cloraluminita pertany a «03.AA - Halurs simples, sense H₂O, amb proporció M:X = 1:3 ", sent l'únic integrant.

## Formació i jaciments
Es troba al voltant de fumaroles àcides. Sol trobar-se associada a altres minerals com: molisita, cloromagnesita, natroalunita, guix, anhidrita o pickeringita. Va ser descoberta l'any 1873 al Vesuvi, a la província de Nàpols (Campania, Itàlia). També se n'ha trobat a l'illa Decepció (Illes Shetland del Sud, Antàrtida), a Saint-Nabor (Alsàcia, França) i a la mina Marcel (Rybnik, Polònia).